# Варга Федір Золтанович
Федір Золтанович Варга (угор. Varga Ferenc, нар. 30 березня 1946, Чоп, Закарпатська область, СРСР — пом. 2 листопада 2017, Чоп, Закарпатська область, Україна) — колишній  радянський і український футболіст, а згодом — жіночий футбольний тренер та громадський спортивний діяч. Грав на позиції нападника та півзахисника. Перший футболіст закарпатського м. Чоп, який виступав у вищій лізі радянського футболу. У першості СРСР серед команд 1 групи класу «А» досяг почесне 5 місце, був бронзовим призером першості СРСР серед команд 1 підгрупи другої групи класу «А» і першості УРСР серед команд класу «Б» у своїй зоні. 

## Клубна кар'єра
Його кар'єра розпочалася у першій половині шестидесятих років в юнацькій футбольній команді «Локомотив» (Чоп), а у 1963 році вже грав в її основному складі. Через рік він був запрошений до команди майстрів «Верховина» (Ужгород), яка у тому сезоні стала бронзовим призером чемпіонату УРСР серед команд своєї зони класу «Б». У 1965 році він перейшов до хмельницького клубу «Динамо», який тоді здобув почесне 4 місце у першості республіки у 2 зоні класу «Б». Перебуваючи на службі в армії три роки провів в команді «СКА» (Одеса), яка у 1968 році з його участю виборола третє призове місце в першості СРСР серед команд своєї підгрупи другої групи класу «А». В 1969 році він вже виступав у луганській "Зорі", яка тоді здобула почесне 5 місце у першості СРСР серед команд 1 групи класу «А». Після цього його запросили до складу "Шахтаря" (Кадіївка), але через один рік він повернувся в Ужгород і там завершив свою активну футбольну кар'єру.

## Кар'єра тренера та спортивного діяча
Після завершення своєї професіональної кар'єри він на громадських засадах брав активну участь у спортивному житті міста та області. На початку семидесятих років він стає тренером ужгородської ДЮСШ та одночасно — одним з ініціаторів створення жіночого футболу в Закарпатті. Згодом його призначають тренером жіночої команди міста та головним тренером збірної команди області. Немала заслуга його в тому, що цей вид спорту у дев'яностих роках вийшов на всесоюзну та міжнародну арену. Протягом довгих років він працював в обласному спорткомітеті і в Закарпатській обласній федерації футболу, керував жіночим футбольним рухом в області та передавав свій досвід молодому поколінню. 

### Командні трофеї
- Почесне 5 місце у першості СРСР серед команд 1 групи класу «А» (1): 1969
- Бронзовий призер першості СРСР серед команд 1 підгрупи другої групи класу «А» (1): 1968
- Бронзовий призер першості України у 1 зоні класу «Б»(1): 1964
- Почесне 4 місце у першості України у 2 зоні класу «Б» (1): 1965